# Sathodrilus villalobosi
Sathodrilus villalobosi är en ringmaskart som beskrevs av Holt 1968. Sathodrilus villalobosi ingår i släktet Sathodrilus och familjen Cambarincolidae. Inga underarter finns listade i Catalogue of Life.